# Арнолтиці
Арнолтиці (нім. Arnsdorf) — село в прикордонній зоні Північної Чехії, в окрузі Дечин, приблизно за вісім кілометрів на північний схід від міста Дєчін та за чотири кілометри від державного кордону з Німеччиною. Налічує 422 мешканців.
В селі є пошта, дитячий садок, церква, цвинтар, ресторан й магазин. У селі є низка рекреаційних закладів, у тому числі басейн, який зараз не використовується. Сполучення з Дєчіном здійснюється регулярним автобусним сполученням. Село розташоване на висоті 343 м над рівнем моря, посеред ландшафту Богемської Швейцарії з типовими скелястими масивами пісковика, каньйонами та переважно хвойними лісами.

## Історія
Поселення було засноване німецькими колоністами під час Великої колонізації.  Перша письмова згадка про село датується 1352 роком. 
Право на використання герба та прапора було надано муніципалітету рішенням спікера Палати депутатів парламенту Чеської Республіки 4 березня 2014 року 

## Населення
У переписі 1921 року в селі проживало 686 осіб (з них 318 чоловіків), з них було п'ять чехословаків, 680 німців і один іноземець. За винятком восьми євангелістів і чотирнадцяти атеїстів, вони були римо-католиками.  За даними перепису населення 1930 року в селі проживало 716 жителів: шість чехословаків, 707 німців і троє іноземців. Більшість (649 осіб) відносили себе до Римсько-католицької церкви, але в селі також було вісім євангелістів, один член невказаної церкви та 58 осіб без віросповідання. 

## Пам'ятки
- Костел Успіння Діви Марії

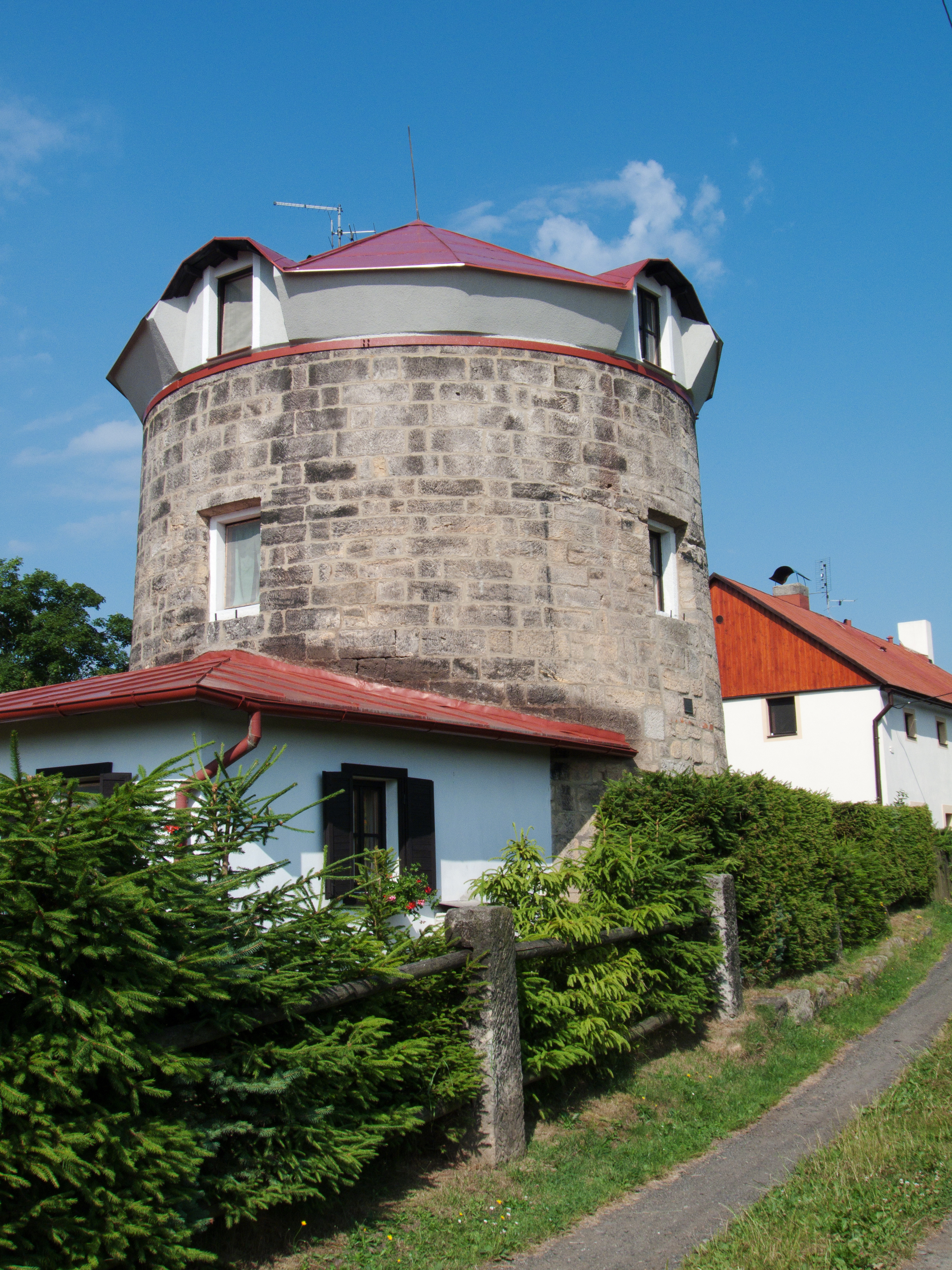
Колишній вітряк в Арнолітицях

- Пам'ятник першій письмовій латинській згадці про село з 1240 року (Arnoldi - Villa) та першій чеській письмовій згадці про Арнольтиці з 1355 - 1359 років (Arnoltycz)
- Пам'ятник бійцям, полеглим у війні 1859-1866 рр
- Колишній вітряк
- Статуя Успіння Пресвятої Богородиці
- Камінь миру
- Сільська садиба № 31
- Липа Вернера — меморіальне дерево, що росте біля нині неіснуючої садиби родини Вернерів [6]

## Народились
Тут 2 квітня 1924 року народився німецький композитор, аранжувальник, диригент і музикант Віллі Паперт († 23 лютого 1980, Равенсбург).